# Handley Page Hampden
Handley Page Hampden var ett brittiskt medeltungt bombflygplan som användes av Royal Air Force under första hälften av andra världskriget. Under 1942 konverterades många Hampdens till torpedflygplan och fördes över från RAF Bomber Command till RAF Coastal Command för att skydda de arktiska konvojerna till och från Murmansk och Archangelsk. De togs ur tjänst helt under 1943. Flygplan med Napier Dagger-motorer i stället för Bristol Pegasus-motorer kallas för Handley Page Hereford. Sammanlagt tillverkades 1 430 Hampden (500 av Handley Page, 770 av English Electric och 160 av Canadian Associated Aircraft) och 150 Hereford.

## Utveckling
År 1932 utfärdade Luftministeriet en specifikation på ett tvåmotorigt medeltungt bombflygplan. Bristol, Vickers och Handley Page svarade med var sin konstruktion. Hampden designades ursprungligen med Rolls-Royce Goshawk-motorer, men när utvecklingen av den motorn försenades övergick man till den tyngre men kraftfullare stjärnmotorn Bristol Pegasus. Prototypen genomförde sin jungfruflygning 21 juni 1936 och i augusti samma år fick Handley Page ett kontrakt på 180 flygplan. Egentligen ansågs konkurrenten Vickers Wellington vara en bättre konstruktion, men de tog längre tid att tillverka och på grund av den begynnande kapprustningen med Tyskland fick även Handley Page kontrakt.
Eftersom många olika flygplan använde motorn Bristol Pegasus var tillgången begränsad. Handley Page utvärderade därför andra motoralternativ. Två flygplan byggdes om med amerikanska Wright Cyclone-motorer, men de innebar ingen nämnvärd prestandaförbättring. H24-motorn Napier Dagger däremot var mer lovande. Den var visserligen tyngre än Pegasus och Cyclone, men den var mindre och hade högre specifik effekt. Etthundra flygplan med Dagger-motorer beställdes, men eftersom de visade sig vara bullriga och otillförlitliga byggdes många av flygplanen med Pegasus-motorer i stället.

## Konstruktion
Hampden var ett midvingat flygplan tillverkat i metall, huvudsakligen aluminium. Både flygkropp och vingar tillverkades i sektioner som fogades samman i slutmonteringen, vilket möjliggjorde snabb och kostnadseffektiv tillverkning. Vingens bakkant var starkt framåtsvept vilket medgav kortare spännvidd med bibehållen vingyta. Flygkroppen var likt den tyska motsvarigheten Do 17 av typen ”flygande penna” med besättningen koncentrerad till främre delen och med en mycket slank bakkropp. Till skillnad från Do 17 var flygkroppen dessutom tillplattad på bredden och inte mer än en meter bred. Det gav mindre frontyta och mindre luftmotstånd men gjorde besättningens utrymmen trånga. Besättningen hade inte heller någon möjlighet att nå varandra under flygning. De trånga innerutrymmena gav den öknamnet ”flygande resväskan” medan den udda formen gjorde att den även kallades ”stekspaden” eller ”grodynglet”.
Den defensiva beväpningen bestod ursprungligen av en fast monterad Browning-kulspruta i nosen och tre stycken rörliga Vickers K-kulsprutor, framåt-nedåt, bakåt-nedåt samt bakåt-uppåt. Den visade sig snabbt vara helt otillräcklig och många flygplan fick därför under 1940 dubbla kulsprutor bakåt-nedåt och bakåt-uppåt. En ganska marginell förbättring eftersom eldkraften fortfarande var otillräcklig och det fanns stora döda vinklar i vilka vapnen inte kunde verka.

## Användning

### Australien
No.455 Squadron (RAAF) anlände till Swinderby i Lincolnshire 6 juni 1941 och utrustades med Hampdens under slutet av augusti. Den första insatsen var en bombräd mot Frankfurt 29 augusti. I februari 1942 sattes divisionen in i dagsljus mot de tyska slagskeppen Scharnhorst och Gneisenau samt den tunga kryssaren Prinz Eugen när de passerade Engelska kanalen, vilket ledde till svåra förluster. Under april byggdes flygplanen om till torpedflygplan. I september 1942 baserades divisionen tillfälligt i Severomorsk för att skydda konvojen PQ 18 från tyska stridsfartyg, framför allt det fruktade slagskeppet Tirpitz . I oktober lämnades flygplanen över till Sovjetunionen och divisionen fick nya flygplan vid återkomsten till Storbritannien. Under 1943 patrullerade divisionen Nordsjön och sänkte två handelsfartyg vid Eigerøya i Danmark och den tyska ubåten U-227 norr om Shetlandsöarna. I november 1943 bytte divisionen ut sina Hampdens mot Bristol Beaufighters.

### Kanada
Totalt 160 Hampdens tillverkades av Victory Aircraft i Kanada. Av dem överfördes 84 till Storbritannien medan resten baserades vid Victoria Airport i British Columbia och användes för att utbilda kanadensiska besättningar. När RAF tog Hampdens ur tjänst fördes ett antal tillbaka till Kanada för att användas för flygutbildningen som förlorat ett antal flygplan i olyckor.

### Sovjetunionen
De brittiska och australiensiska Hampdens som deltog i operation Orator lämnades efter operationen kvar på Kolahalvön och togs över av Sovjetunionens flygvapen (24:e torpedflygregementet) som kallade flygplanet för ”balalajkan” på grund av dess ovanliga form. På grund av förluster och brist på reservdelar togs den ur tjänst i mitten av 1943 och ersattes av Iljusjin DB-3 och Iljusjin Il-4.

### Storbritannien

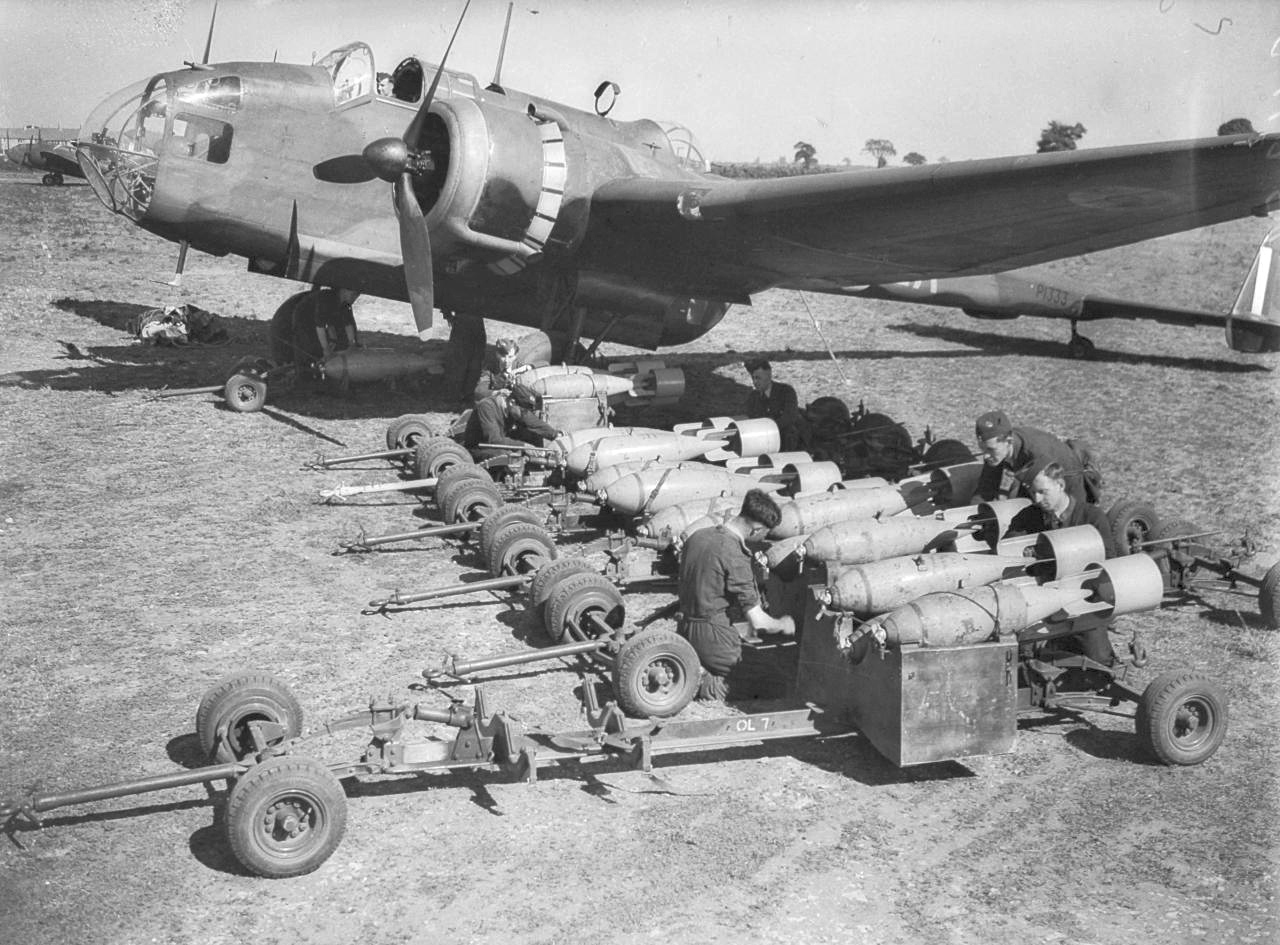
Bomber lastas in i en Handley Page Hampden.

Direkt efter andra världskrigets utbrott användes Hampdens för spaningsflygningar över tyska kusten för att övervaka tyska flottans rörelser. Den 4 september 1939 genomfördes första anfallet, mot tyska slagskepp i närheten av Wilhelmshaven. Trots att Hampden med tidens mått var både snabbt och lättmanövrerbart för ett bombflygplan var den ingen match för tyska jaktflygplan som Bf 109 och Bf 110 och RAF slutade snart att använda Hampdens i dagsljus. Däremot genomförde den flera viktiga nattliga uppdrag. Den 19 mars 1940 genomförde Hampdens den första bombningen av Tyskland när flygstationen i Hörnum på Sylt förstördes. Efter Tysklands invasion av Norge genomförde Hampdens omfattande minutläggning i Nordsjön och Norska havet med minimala förluster. Den 12 augusti 1940 genomförde en division Hampdens ett vågat låghöjdsanfall mot Dortmund-Ems-kanalen för vilket löjtnant Roderick Learoyd erhöll Viktoriakorset. Den 25 augusti genomförde flera divisioner med bland annat Hampdens det första bombanfallet mot Berlin. Trots att man opererade i skydd av mörkret drabbades Hampdens av svåra förluster, nästan hälften av alla Hampdens gick förlorade, och började därför dras tillbaka från bombrollen under 1942. Det sista bombanfallet med Hampdens genomfördes mot Wilhelmshaven natten mot 15 september 1942. I stället konverterades många Hampdens till torpedflygplan och fördes över till RAF Costal Command för att skydda konvojerna till och från Murmansk och Archangelsk mot tyska stridsfartyg. I september 1942 baserades No.144 Squadron (RAF) och No.455 Squadron (RAAF) i Severomorsk för att skydda konvojen PQ 18 (operation Orator).

### Sverige
I maj 1935 köpte Sverige en Hampden för utprovning. Tanken var att den skulle jämföras med Junkers Ju 86, men den blev inte levererad förrän den 24 september 1938 då Sverige redan tagit Ju 86 i tjänst som B 3. I Sverige fick flygplanet beteckningen P 5 (P = provflygplan) med kod F11-75 och användes som spaningsflygplan vid Södermanlands flygflottilj. Efter krigsslutet såldes flygplanet till SAAB och användes för utprovning av radar och annan utrustning med registreringen SE-APD; det skrotades 1947.
Eftersom det flygplan som exporterades till Sverige hade något kraftigare Pegasus XXIV-motorer och andra modifieringar kallades den av tillverkaren HP.53 Suecia. Något förvirrande återanvändes beteckningen HP.53 av Handley Page för den Napier Dagger-drivna varianten HP.53 Hereford.